# Doro (альбом)
Doro — второй сольный студийный альбом немецкой рок-певицы Доро, выпущенный 25 сентября 1990 года лейблом Vertigo.

## Предыстория
На первой сольной пластинке Force Majeure Доро аккомпанировал состав из довольно известных музыкантов американского происхождения. Бас-гитарист Томми Хенриксен остался ещё со времён Warlock, он играл на последнем и самом успешном студийнике группы Triumph and Agony. А впоследствии у него будет долгий и плодотворный период сотрудничества с Элисом Купером, как на его сольниках, так и в составе его супергруппы Hollywood Vampires. Ударник Бобби Рондинелли сделал себе имя ещё в начале 1980-х в составе Rainbow, а после этого отметившийся в целой плеяде выдающихся хард-рок коллективов Quiet Riot, Black Sabbath, Blue Öyster Cult, Riot, Axel Rudi Pell и других. И гитарист Джон Левин, к тому моменту, только подававший надежды, но в начале двухтысячных вошедший в состав Dokken.
После выпуска диска группа провела весной 1989 года двухмесячное турне по небольшим концертным площадкам в Англии и континентальной Европе. По завершении оного предполагалось, что состав займётся написанием и записью нового альбома, но перед записью трио американских исполнителей потребовало за своё участие гарантированной выплаты гонорара общей суммой в 150 000 $, что в итоге привело к роспуску всей формации. «Я нахожу их отношение странным, — оправдывалась Пеш, — «Я убеждена, что платила им достаточно. Я это знаю точно. Более того, им очень сильно переплатили. И в итоге все слишком быстро освоились. Когда вы начинаете беспокоиться сначала о деньгах, а потом о музыке, это неправильный подход».

## Запись
Я выросла большим фанатом Kiss. Когда они играли на фестивале Monsters of Rock в Германии в 1988 году, меня спросили, не хочу ли я их представить. Это был такой кайф! Перед выступлением я встретилась с группой за кулисами, и они были великолепны. Я даже слышала, как Джин Симмонс поёт «All We Are». Он сказал мне, что ему очень нравится эта песня. Чуть позже я встретила его в отеле в Нью-Йорке, и именно тогда Джин сказал, что хотел бы работать со мной. Он был удивительным, я многому у него научилась. Единственная проблема заключалась в том, что поскольку он мой кумир, мне было трудно петь перед ним в студии. В конце концов ему пришлось покинуть комнату. Я была так напугана!
Менеджер Доро, Алекс Гроб, изначально планировал, что продюсером следующего альбома станет Майк Чепмен, но тот не смог принять это предложение из-за других обязательств. В конце концов, Гроб связался с Джином Симмонсом, и хотя Симмонс только недавно записал новый альбом со своей группой Kiss и существовало опасение, что они в скором времени отправятся в турне в его поддержку, он согласился. Симмонс очень серьёзно отнёсся к своей работе, он даже показывал Джону Левину, как играть гитарные партии на отдельных треках. Бобби Рондинелли, вероятно, сам вынашивал планы стать продюсером или, по крайней мере, сопродюсером альбома, но Симмонс этого не допустил. Таким образом, группа распалась в самом начале записи, которая должна была состояться в голливудской студии Fortress Recorders.
В сложившихся обстоятельствах Симмонс привлёк к участию множество сессионных американских музыкантов, сделав в первую очередь акцент на тех, с кем доводилось работать раньше. В первую очередь, выделялись музыканты группы Harlow, которая чуть ранее записывала свой дебютный альбом, в этой же студии, в марте 1990 года. Это был недолговечный хард-рок проект, в котором лидирующую роль играла, также девушка-вокалистка и автор большей части материала — Тереза Стрэйли. Кроме неё в состав входили ещё четверо человек, трое из которых, басист Тодд Йенсен, клавишник Пэт Риган и гитарист Томми Тейер, поучаствовали в работе с Доро. 
Ригана, Тейера и Симмонса, составивших продюсерское трио на Doro, связывали долгие деловые и приятельские отношения. Первый успел поработать звукорежиссёром в недавнем лонгплее Kiss — Hot in the Shade, а до этого, в 1988 году, внёс деятельный вклад в In Heat прошлой группы Тейера — Black ’n Blue, перенесшей тогда свой первый распад. Тейер же, нанимал Симмонса в качестве музыкального продюсера ещё для дисков Black ’n Blue, которая открывала концерты Kiss ещё осенью 1985 года во время Asylum Tour, а спустя годы, и вовсе заменивший Эйса Фрейли в должности гитариста основного состава Kiss.
Симмонс, избравший в этом проекте с Пеш себе роль исполнительного продюсера, основал в 1988 году свой собственный лейбл звукозаписи Simmons Records. К 1990 году компания уже заключила контракты с несколькими хард-рок командами, такими как Silent Rage и House of Lords, откуда он и постарался мобилизовать специалистов. Из House of Lords, считавшейся супергруппой, прибыли гитарист Лэнни Кордола и басист Чак Райт, оба до этого засветились в Giuffria, а Райт получил широкую известность в ещё составе Quiet Riot. Silent Rage делегировали своего бас-гитариста И Джей Кёрса. Помимо перечисленных в круг задействованных лиц вошла масса других исполнителей, вплоть до бывшего осветителя Black ’n Blue Стива Янга, поприсутствовавшего на подпевках.

## Список композиций
| №  | Название                                                     | Автор(ы)                                      | Длительность |
| -- | ------------------------------------------------------------ | --------------------------------------------- | ------------ |
| 1. | «Unholy Love»                                                | Фил Браун, Адам Митчелл                       | 4:42         |
| 2. | «I Had Too Much to Dream» (кавер-версия The Electric Prunes) | Нэнси Манц, Аннет Таккер                      | 4:04         |
| 3. | «Rock On» (кавер-версия Black ’n Blue)                       | Томми Тейер, Джейми Сент-Джеймс, Джин Симмонс | 3:18         |
| 4. | «Only You» (кавер-версия Kiss)                               | Джин Симмонс                                  | 4:21         |
| 5. | «I’ll Be Holding On»                                         | Уилл Дженнигс, Ханс Циммер                    | 5:22         |

| №                   | Название                          | Автор(ы)               | Длительность |
| ------------------- | --------------------------------- | ---------------------- | ------------ |
| 1.                  | «Something Wicked This Way Comes» | Джин Симмонс           | 5:15         |
| 2.                  | «Rare Diamond»                    | Доро Пеш, Луи Лепор    | 3:35         |
| 3.                  | «Broken»                          | Доро Пеш, Карен Чайлдс | 4:46         |
| 4.                  | «Alive»                           | Доро Пеш, Карен Чайлдс | 4:14         |
| 5.                  | «Mirage»                          | Джин Симмонс           | 4:01         |
| Общая длительность: | Общая длительность:               | Общая длительность:    | 43:38        |

## Участники записи
Приведены по сведениям базы данных Discogs.
Музыканты:
- Доро Пеш — вокал
- Томми Тейер — соло-гитара, ритм-гитара, акустическая гитара, хор в «Rock On»
- Лэнни Кордола[англ.] — соло-гитара
- Пол Моррис — клавишные
- Пэт Риган — клавишные
- Карен Чайлдс — клавишные
- Чак Райт[англ.] — бас-гитара
- И Джей Кёрс — бас-гитара
- Тодд Йенсен[англ.] — бас-гитара, хор в «Rock On»
- Томми Амато — ударные
- Кевин Валентайн[англ.] — ударные
- Крис Фрейзье[англ.] — ударные
- Бобби Даймонд, Брайан Дженнигс, Дэйл Вайрс, Эрик Эсбери, Кевин Муриэл, Стив «Бёрд» Янг, Тим Трембли — хор в «Rock On»

Технический персонал:
- Пэт Риган — продюсер, звукорежиссёр, инженер сведе́ния
- Томми Тейер — продюсер
- Джин Симмонс — исполнительный продюсер
- Грег Калби[англ.] — мастеринг-инженер[англ.]
- Марк Ларсон — художественное оформление, дизайн
- Филипп Диксон — фотограф

## Комментарии
1. ↑  Концерт состоялся в баварском городе Швайнфурт 27 августа 1988 года[8].
2. ↑  Группа сформировалась в 1989 году, а уже в следующем, 1990 году, прекратила своё существование[14].